# 漫才スプリング
『漫才スプリング』は2017年から年に一度開催する千鳥と笑い飯によるされるネタ合戦特別番組。2020年度より千鳥に代わってダイアンが務めている。

## 概要
千鳥軍vs笑い飯軍と分かれて、ネタ合戦する特別番組。

## 番組内容

### MC
- 2017年-2019年 : 千鳥・笑い飯
- 2020年- : 笑い飯・ ダイアン

### 進行
- 2017年 : 浅越ゴエ、井下育恵（アナウンサー）
- 2018年-2019年 : 浅越ゴエ、中川栞（テレビ大阪アナウンサー）
- 2020年 : 浅越ゴエ
- 2021年 : ヤナギブソン

| 放送年度 | 出演者 |
| -------- | --- |
| 2017年度 | パンクブーブー、ダイアン、スーパーマラドーナ、スリムクラブ、スマイル、アキナ、かまいたち、藤崎マーケット、和牛、学天即、トット、祇園、 見取り図、吉田たち、プリマ旦那、霜降り明星、からし蓮根、いなかのくるま                    |
| 2018年度 | 笑い飯軍：アキナ、アインシュタイン、ジャルジャル、藤崎マーケット、トット、学天即 千鳥軍：ミキ、かまいたち、モンスターエンジン、プリマ旦那、霜降り明星、セルライトスパ                                                            |
| 2019年度 | 笑い飯軍：アキナ、霜降り明星、スーパーマラドーナ、プリマ旦那、藤崎マーケット、吉田たち、見取り図、モンスターエンジン 千鳥軍：祇園、セルライトスパ、和牛、スマイル、アインシュタイン、ギャロップ、学天即、トット                  |
| 2020年度 | ギャロップ、藤崎マーケット、見取り図、からし蓮根、スーパーマラドーナ、プラス・マイナス、祇園、セルライトスパ、モンスターエンジン、ミルクボーイ、吉田たち、エンペラー、ロングコートダディ、ラフ次元、マユリカ、なにわスワンキーズ |
| 2021年度 | 笑い飯軍：祇園、からし蓮根、紅しょうが、アキナ、プラス・マイナス ダイアン軍： 見取り図、ロングコートダディ、藤崎マーケット、コウテイ、ギャロップ                                                                                 |